# Битка код Хитина
Битка код Хитина вођена је 4. јула 1187. године између муслиманске војске Ајубидске династије под вођством Саладина и крсташке војске Краљевине Јерусалим, Кнежевине Антиохије, витезова Темплара и Хоспиталаца. Једна је од највећих битака крсташких ратова.
Битка код Хитина представља коначан сукоб Саладина и крсташа. Обе стране имале су велике губитке. Ипак, победу је однео Саладин уништивши комплетну крсташку армију у Светој земљи. Убрзо након битке муслимани освајају Јерусалим што ће бити повод за избијање Трећег крсташког рата.

## Увод
Почетком 1187. године Саладин објављује џихад. Већ у јуну муслиманска војска је била спремна. Дана 26. јуна Саладин започиње опсаду Тиберијаса. Улоге су се преокренуле од времена Првог крсташког рата. Сада су муслимани били ти који крећу у верски рат, а хришћани су се борили за опстанак. Саладин је остварио оно што је Нур ад Дин покушавао тридесет година.

## Снаге
Крсташи су се, са друге стране, такође добро припремили. У армији која је кретала у помоћ Тиберијасу учествовале су готово целокупне армије Темплара и Хоспиталаца, војска Грофовије Триполи под Ремоном III и војска Кнежевине Антиохије Боемунда III (тек педесетак витезова под Боемундовим сином Ремоном). Ту је био и целокупан јерусалимски гарнизон, мноштво морнара, ходочасника и авантуриста. Армију је чинило око 1000 витезова, 25.000 пешака и 4000 Туркопола. Темплари су довели око 1200 витезова и 700 пешака. Све у свему, крсташи су саставили војску од око 4000 оклопљених коњаника и 35.000 пешака. Саладин је имао нешто бројнију армију, али то није могло утицати на исход битке.

## Пред битку
Саладинова опсада Тиберијаса није преварила Ремона да безглаво крене у разбијање опсаде иако се у граду налазила и његова жена. Он је краљу Гају Лизињану предлагао да уопште не покрећу војску и чекају јесен када ће се муслимани сами повући. Ови предлози су дочекани страховитим увредама Ренеа од Шатијона и Жерара од Ришфоа који су га оптуживали за кукавичлук. Гај је послушао њихов предлог и 3. јула наредио покрет војске према Тиберијасу. Терен није био нимало лак. Да би дошли до језера крсташи су морали прићи између брда. Постојао је само један пролаз зван „Трубе са Хитина“. Пут који би уобичајено трајао тек неколико сати отегао се на читав дан. Крсташи су страховито патили од глади и жеђи. На челу армије се налазио Ремон од Триполија, иза њега краљ Гај с главнином, а на зачељу Темплари. Крсташи су се једва довукли до „Труба са Хитина“, али су тамо открили да је Саладин затрпао бунаре са водом. Ту су их муслимани дочекали.

## Битка
Крсташи су на почетку битке успешно одбијали нападе па је и сам Саладин у једном тренутку замало погинуо. Грешку је починио Ремон наредивши војсци да се улогори уместо да пређе у директан напад. Многи крсташи су дехидрирали, а Саладин је запалио суву траву опколивши крсташе ватром. Сада је ситуација била очајна, а Темплари су готово сви изгинули. Муслимани су током ноћи потпуно опколили хришћане. Видевши да је ситуација безнадежна, један од витезова је закопао Истински крст. Према другим изворима, Крст су муслимани освојили у борби.
Ту ноћ је Саладин провео обилазећи чак и обичне војнике. Сутрадан је започео одлучујући окршај. Ремон је страховитим ударом коњице успео да се са својим одредом пробије и напусти бојно поље повукавши се ка Сефореји. Остатак војске био је изгубљен. До краја дана Гај, који се борио веома храбро, био је заробљен. Катастрофа по крсташе била је потпуна.

## Губици
Супротно многим каснијим наводима, у Хитинској бици није погинуло много витезова. Већина је била заробљена. Заробљено је око 300 Темплара и Хоспиталаца. Пешадија је била скоро у потпуности исечена. Скоро сви Туркополи (око 4000) погинули су у борби јер Саладин није трпео издајнике ислама. Никада се није сазнало колико је крсташа погинуло, али ни муслимани нису боље прошли. Цели Хитински кланац био је прекривен лешевима.

## Након битке
Судбина крсташа у Светој земљи била је запечаћена. Више није постојала армија Краљевине Јерусалим. Тога 4. јула, Саладин је у потпуности сломио крсташе. Њихова моћ у Сирији никада се неће обновити. Заробљеници нису ни покушавали да побегну. Ги Лизињан, Жерар од Ришфоа и Рене од Шатијона изведени су пред Саладина. У бици су заробљени и Амалрик Лизињан, Хамфри IV од Торона и Вилијам V од Монферата, али њих Саладин није желео да види.
Према Баха ед Дину, Гај се тресао од срамоте и страха. Саладин је покушао да га умири дајући му пехар пун хлавне воде како би утолио жеђ. Након што се напио Гај је пехар пружио Ренеу. Саладин је рекао преводиоцу да краљу каже да, ако је ин тај који Ренеу пружа пехар, он (Саладин) њему (Гају) више неће дати ни хране ни воде. Потом је извадио сабљу и одсекао Ренеу раме. Присутни официри су прискочили и искасапили га сабљама. То је била Саладинова освета Ренеу за велике пљачке муслимана које је овај вршио током свих година своје владавине. Тиме се завршио овај, за крсташе катастрофалан дан. Сутрадан су све крсташке вође (сем Гаја), без обзира на ранг, проведене кроз Дамаск у ланцима.

## Последице
Већ сутрадан (5. јул) Тиберијас се предао без размишљања. Побијено је преко 200 витезова. Убрзо су редом пали готово сви крсташки градови. Одржали су се још само Тир, Антиохија и Акра. Дана 2. октобра Саладин улази у Јерусалим. Пад Јерусалима биће повод за избијање Трећег крсташког рата који ће у Свету земљу довести најважније владаре Европе: Ричарда Лавље Срце, Филипа Августа и Фридриха Барбадосу.